# Kristus, konung som hör hemma
Kristus, konung som hör hemma är en psalm med text från 1814 av Johan Åström och som sjungs till en svensk melodi från 1694 eller 1695. Britt G. Hallqvist bearbetade texten 1983.
Psalmen sjunges till samma koral som Vänligt över jorden glänser.
|  |
|  |

## Publicerad i
- 1819 års psalmbok som nr 74 med inledningen Kriste, som ditt ursprung leder under rubriken "Jesu person, lära och gärningar"
- 1937 års psalmbok som nr 36 med inledningen Kriste, som ditt ursprung leder under rubriken"Guds härlighet i Kristus".
- Den svenska psalmboken 1986 som nr 348 under rubriken "Jesus, vår Herre och broder"